# La Cruz (Murcia)
La Cruz ist ein Ort in der autonomen Gemeinschaft Murcia in Spanien. Er gehört der Provinz Murcia und dem Municipio Albudeite an.

## Lage
La Cruz liegt etwa 27 Kilometer nordwestlich von Murcia und etwa 400 Meter südlich von Albudeite.